# Caverna Pa'ar
Caverna Pa'ar (hebraico: מערת פער) é um sumidouro cárstico na Alta Galiléia, Israel.

## História
A caverna está localizada entre o pico de Adir (parte da cordilheira Meron) e o kibutz Sasa. O sumidouro canaliza a água que flui do córrego Pa'ar para o nível das águas subterrâneas.